# Mazda Mazdago

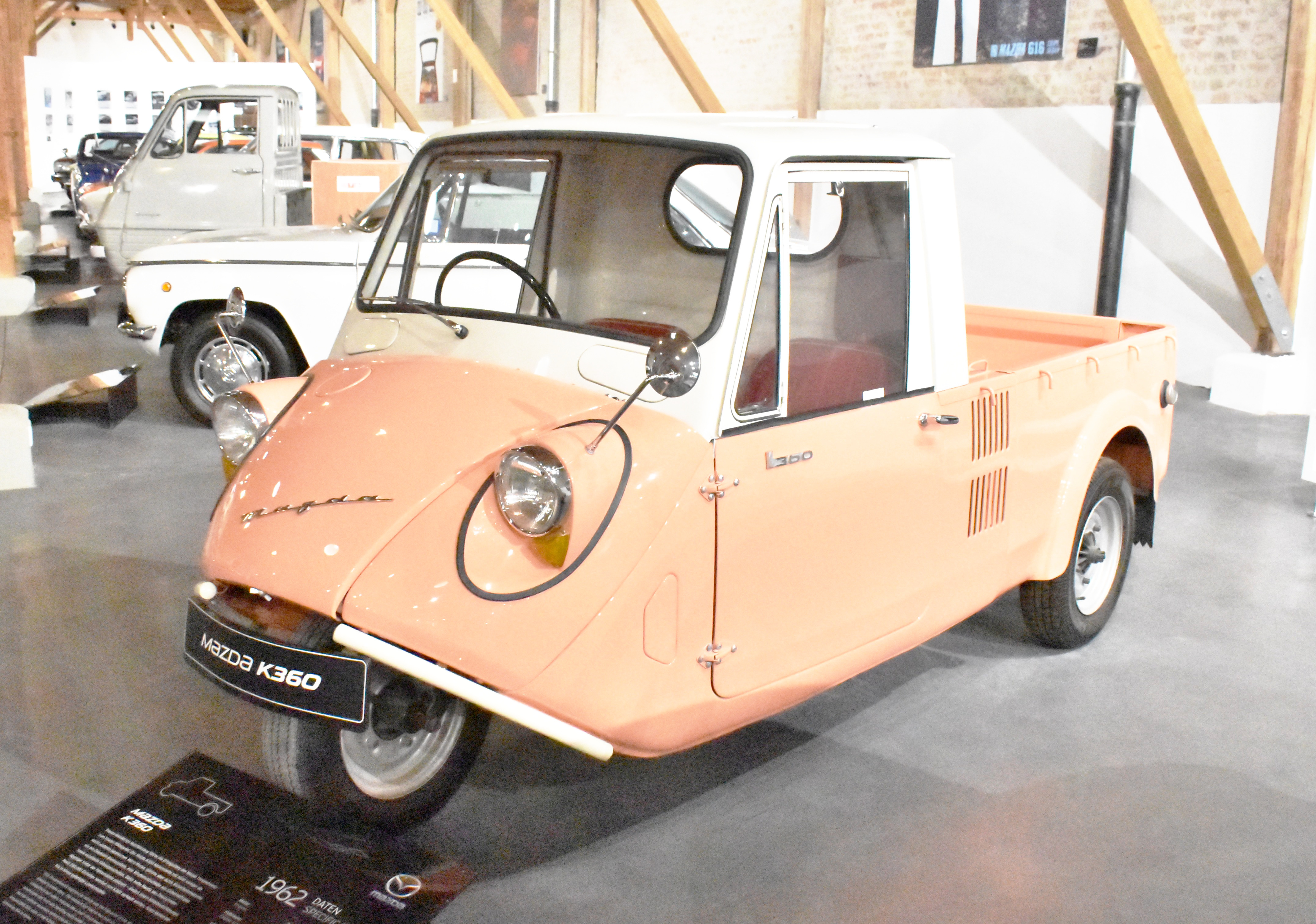
Mazda K360

O Mazdago (ou TCS) foi um "caminhão" de três rodas, sendo o primeiro produto da marca. Foi vendido no Japão pela Mitsubishi. Ao longo dos anos, seria produzida em diferentes variantes, e gerou outros projetos semelhantes, como o Daihatsu Midget.